# 通哈
通哈（西班牙語：Tunja，西班牙語發音：[ˈtuŋha]）是哥伦比亚博亚卡省的首府，位于安第斯山脉的东部山脉，波哥大东北130公里，是主要的文化，商业和教育中心。该城市是一个历史文化中心，被西班牙殖民前称作罕萨（Hunza），因此在其中有宗教殖民时期的建筑遗迹。根据国际预防犯罪中心2010年的报告，哥伦比亚，通哈在被认为是最安全的城市。